# Weltraumressource

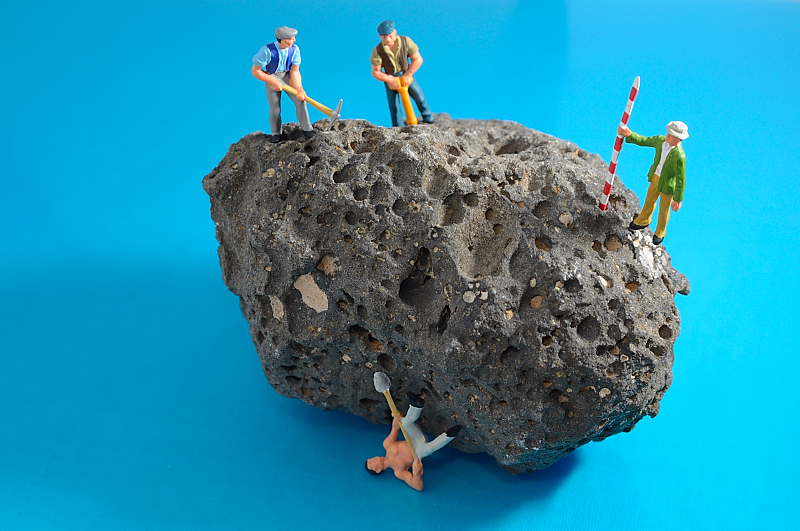
Scherzhafte Darstellung einer Art von Orbit Engineering

Als eine Weltraumressource werden im Weltall gewonnene Stoffe oder Energie verstanden, die der nachhaltigen oder verbrauchenden Nutzung durch Menschen im Weltall oder auf der Erde zugeführt werden sollen.

## Definition Weltraumressource
Als eine Weltraumressource wird in der Regel ein verwertbares materielles Gut im Sinne einer körperlichen Sache verstanden. Eine genaue Auflistung aller Weltraumressourcen ist – solange keine tatsächliche Verwertung stattfindet – nicht möglich. Aufgrund des Artemis-Programms  oder des Luxemburger Weltraumressourcengesetzes ist es möglich nachzuvollziehen, was derzeit als Weltraumressource angesehen wird. Dies sind z. B.:
- Wasser,
- Sauerstoff und Wasserstoff
- Metalle und
- Energie.

Mit der Gewinnung von z. B. Wasserstoff und Sauerstoff soll Treibstoff für Raumfahrzeuge im Weltall zur Verfügung gestellt werden und mit aufgefundenem Wasser sollen Astronauten versorgen werden.
Nicht zu den Weltraumressourcen gehören Weltraumgegenstände.

## Rechtliche Grundlage

### Völkerrecht
Vor allem durch den Weltraumvertrag (1967) und den Mondvertrag (1979) der Vereinten Nationen wird die
- Nicht-Aneignung des Weltraums durch Staaten,
- Rüstungskontrolle,
- die Freiheit der Erforschung des Weltraums,
- die Verhinderung von Umweltschäden,
- die wissenschaftliche Forschung,
- die Nutzung natürlicher Ressourcen des Weltraums,

geregelt. Hinzu kommen noch fünf Resolutionen der Generalversammlung der Vereinten Nationen, die darüber hinaus über rechtliche Grundsätze Regelungen trifft.
Das Büro der Vereinten Nationen für Weltraumfragen (UNOOSA) und auch andere Einrichtungen untersuchen seit Jahren die völkerrechtlichen Rahmenbedingungen zur Nutzung von Weltraumressourcen.
Die NASA schloss seit 2020 mit Australien, Brasilien, Italien, Japan, Kanada, Luxemburg, Neuseeland, Polen, Südkorea, Vereinigte Arabische Emirate und dem Vereinigten Königreich die Artemis Accords, um eine Ausbeutung von Weltraumressourcen zu ermöglichen. Später traten weitere Länder bei, darunter u. a. Deutschland 2023.
Etienne Schneider (als Wirtschaftsminister von Luxemburg) und Wilbur Ross ( Handelsminister der Vereinigten Staaten) unterzeichneten am 10. Mai 2019 eine Vereinbarung über die Zusammenarbeit bei der kommerziellen Nutzung des Weltalls.

### Nationale Gesetze zur Gewinnung von Weltraumressourcen
Nationale Gesetze zur Gewinnung und Ausbeutung von Weltraumressourcen, wie in den USA und Luxemburg, sind noch wenige vorhanden. Die Bestrebungen solche zu erlassen, wie z. B. in den Vereinigten Arabischen Emiraten oder in Deutschland, sind noch die Ausnahme.
Kritiker sehen bereits heute durch nationale Gesetze bzw. Bestrebungen und zwischenstaatliche Abkommen über die Nutzung von Weltraumressourcen den Weltraumvertrag und den Mondvertrag potentiell verletzt.
Die Volksrepublik China, die technisch dazu in der Lage ist, Weltraumressourcen zu nutzen und dies auch aktiv verfolgt – ein Vertreter der China National Nuclear Corporation sitzt in der Expertenkommission, die über die Vergabe der Bodenproben vom Mond entscheidet – erklärte am 22. November 2022, dass sie nationale Gesetze zur Gewinnung von Weltraumressourcen sowie zwischenstaatliche Abkommen wie die Artemis Accords entschieden ablehnt. Wu Yanhua, der stellvertretende Direktor der Nationalen Raumfahrtbehörde Chinas führte aus, dass China Weltraumressourcen nur im Rahmen der Vereinten Nationen und in Absprache mit der UNOOSA nutzen würde.

### Eigentumserwerb an Weltraumressourcen
Der Weltraumvertrag und der Mondvertrag stehen grundsätzlich dem Eigentumserwerb an Weltraumressourcen nicht entgegen, sobald diese vom Himmelskörper getrennt wurden. Dies kann im Rahmen von wissenschaftlicher Forschung oder durch die gewerbliche/industrielle Nutzung natürlicher Ressourcen des Weltraums (Orbit Engineering) erfolgen. Ebenso sehen die wenigen nationalen Gesetze, wie in den USA (Gesetz HR2262 – US Commercial Space Launch Competitiveness Act) und in Luxemburg das Weltraumgesetz (siehe Artikel 1 Weltraumgesetz), den Eigentumserwerb durch Separation ausdrücklich vor.

## Gewinnung von Weltraumressourcen
Die Gewinnung von physischen Weltraumressourcen wird aktuell vor allem durch kommerzielle Nutzung des Mondes (mit dauerhafter  Mondkolonisierung) und durch Asteroidenbergbau diskutiert. Untersuchungen gibt es auch, ob Biomining für Asteroidenbergbau eingesetzt werden kann.
Auch der Bundesverband der Deutschen Industrie e. V. (BDI) untersuchte bereits 2018 den Abbau von Weltraumressourcen und publizierte ein Positionspapier zum Weltraumbergbau und forderte im Juni 2018 ein deutsches Weltraumgesetz.

## Forschung über Weltraumressourcen
An der Colorado School of Mines gibt es einen Masterstudiengang „Space Resources“. Der Studiengang beschäftigt sich damit, wie man Weltraumressourcen finden, abbauen und nutzen kann.

## Sicherheitsinteressen der Europäischen Union
Die Europäische Union vertritt die Auffassung, dass ihre sicherheitspolitischen Interessen auch den Schutz der Weltraumressourcen umfasst.
Das Europäische Forum für Sicherheitsforschung und Innovation (ESRIF) hat die Rolle des Weltraums als „wesentlich für bestimmte sicherheitsbezogene Technologiebereiche“ bezeichnet, wobei das ESRIF noch mehr auf Erdbeobachtungsprogramm Copernicus und das Satellitennavigationssystem Galileo Bezug nimmt und die Notwendigkeit, weltraumgestützte Systeme zu schützen.
Durch das 2020 gegründete European Space Resources Innovation Centre (ESRIC, dt.: Europäisches Innovationszentrum für Weltraumressourcen) in Luxemburg, wurde ein Kompetenzzentrum für wissenschaftliche, technische, gewerbliche und wirtschaftliche Aspekte im Zusammenhang mit der Nutzung von Weltraumressourcen gegründet.

## Trivia
Luxemburg hat 2019 eine Briefmarke unter der Bezeichnung Weltraumressource herausgegeben.